# Huntley (Montana)
Huntley is een plaats (census-designated place) in de Amerikaanse staat Montana, en valt bestuurlijk gezien onder Yellowstone County.

## Demografie
Bij de volkstelling in 2000 werd het aantal inwoners vastgesteld op 411.

## Geografie
Volgens het United States Census Bureau beslaat de plaats een oppervlakte van
3,3 km², geheel bestaande uit land. Huntley ligt op ongeveer 921 m boven zeeniveau.

## Plaatsen in de nabije omgeving
De onderstaande figuur toont nabijgelegen plaatsen in een straal van 24 km rond Huntley.